# Copa CECAFA 1980
La Copa CECAFA de 1980 fue la octava edición del campeonato regional del África del Este.
Todos los partidos se jugaron en Khartum y Puerto Sudán del 14 de noviembre hasta el 28 de noviembre.

## Información
- Uganda declinó participar en el torneo.

## Grupo A
| Equipo   | Pts | Pld | W | D | L | GF | GA | GD |
| -------- | --- | --- | - | - | - | -- | -- | -- |
| Tanzania | 3   | 2   | 1 | 1 | 0 | 2  | 1  | +1 |
| Sudán    | 2   | 2   | 1 | 0 | 1 | 2  | 1  | +1 |
| Somalia  | 1   | 2   | 0 | 1 | 1 | 1  | 3  | -2 |

| 14 de noviembre de 1980 | Tanzania | 1:0 | Sudán | Estadio Omar Hassan al Bashir, Khartum |  |

| 17 de noviembre de 1980 | Somalia | 1:1 | Tanzania | Estadio Omar Hassan al Bashir, Khartum |  |

| 20 de noviembre de 1980 | Sudán | 2:0 | Somalia | Estadio Omar Hassan al Bashir, Khartum |  |

## Grupo B
| Equipo   | Pts | Pld | W | D | L | GF | GA | GD |
| -------- | --- | --- | - | - | - | -- | -- | -- |
| Zambia   | 5   | 3   | 2 | 1 | 0 | 6  | 2  | +4 |
| Malaui   | 4   | 3   | 2 | 0 | 1 | 4  | 3  | +1 |
| Zanzíbar | 2   | 3   | 1 | 0 | 2 | 2  | 5  | -3 |
| Kenia    | 1   | 3   | 0 | 1 | 2 | 1  | 3  | -2 |

| 16 de noviembre de 1980 | Malawi | 1:0 | Zanzíbar | Estadio Puerto Sudán, Puerto Sudán |  |

| 16 de noviembre de 1980 | Kenia | 0:0 | Zambia | Estadio Puerto Sudán, Puerto Sudán |  |

| 19 de noviembre de 1980 | Malawi | 1:0 | Kenia | Estadio Puerto Sudán, Puerto Sudán |  |

| 19 de noviembre de 1980 | Zanzíbar | 0:3 | Zambia | Estadio Puerto Sudán, Puerto Sudán |  |

| 22 de noviembre de 1980 | Zambia | 3:2 | Malawi | Estadio Puerto Sudán, Puerto Sudán |  |

| 22 de noviembre de 1980 | Kenia | 1:2 | Zanzíbar | Estadio Puerto Sudán, Puerto Sudán |  |

## Semifinales
| 24 de noviembre de 1980 | Malawi | 0:1 | Tanzania | Estadio Omar Hassan al Bashir, Khartum |  |

| 25 de noviembre de 1980 | Sudán | 2:1 | Zambia | Estadio Omar Hassan al Bashir, Khartum |  |

## Tercer lugar
| 27 de noviembre de 1980 | Malawi | 1:0 | Zambia | Estadio Omar Hassan al Bashir, Khartum |  |

## Final
| 28 de noviembre de 1980 | Sudán | 1:0 | Tanzania | Estadio Omar Hassan al Bashir, Khartum |  |

| Sudán         |
| Campeón Sudán |
| Primer título |